# Večernice (film)
Večernice (v anglickém originále The Evening Star) je americká filmová komedie z roku 1996. Režisérem filmu je Robert Harling. Hlavní role ve filmu ztvárnili Shirley MacLaine, Bill Paxton, Juliette Lewis, Miranda Richardson a Ben Johnson.

## Ocenění
Marion Ross byla za svou roli v tomto filmu nominována na Zlatý glóbus.

## Obsazení
| Shirley MacLaine   | Aurora Greenway   |
| Bill Paxton        | Jerry Bruckner    |
| Juliette Lewis     | Melanie Horton    |
| Miranda Richardson | Patsy Carpenter   |
| Ben Johnson        | Arthur Cotton     |
| Scott Wolf         | Bruce             |
| George Newbern     | Tommy Horton      |
| Marion Ross        | Rosie Dunlop      |
| Jack Nicholson     | Garrett Breedlove |